# Helche
|  | Dieser Artikel oder Abschnitt wurde wegen inhaltlicher Mängel auf der Qualitätssicherungsseite des Projekts Germanen eingetragen. Dies geschieht, um die Qualität der Artikel aus diesem Themengebiet auf ein akzeptables Niveau zu bringen. Bitte hilf mit, die Mängel dieses Artikels zu beseitigen, und beteilige dich an der Diskussion! |

Helche (auch Herche, altnordisch Erka) ist eine Gestalt der
germanischen Heldensage, Gemahlin des Königs Etzel im Nibelungenlied. In der Thidrekssaga wird Erka als Ehefrau von Attila genannt.
Helche war durch Rüdiger von Bechelaren ihrem Vater Osantrix entführt und dem Etzel überbracht worden und hatte diesem als Gemahlin zwei Söhne, Erp und Ortwin, geboren, die beide in der Rabenschlacht im Kampf gegen Ermenrich fielen. Nach ihrem Tod wurde Kriemhild Etzels Gemahlin.

## Die Erkelenzer Erka
Eine Erka wurde in einer kolorierten Zeichnung von Mathias Baux in dessen spätmittelalterlichen Stadtchronik, Seite 292f. als mythologische Gründerin von Erkelenz dargestellt. Im Schriftband über der Figur heißt es 

„Die Heldin Erka, Patronin der Burg von Erkelenz“

 und in der Kartusche

„Man sagt, von der Mutter Ercka unter der Linde sei jene Tochter entsprungen, die Erkelenz genannt wird“

.
Im Alten Rathaus von Erkelenz befand sich bis 1945 ein großes Gemälde, das diese Zeichnung aus der Baux-Chronik zeigte.
Karl Simrock wies erstmals 1851 auf diese Textstelle hin. Sein Freund Nikolaus Hocker stellte einen Zusammenhang mit der Sagenfigur Herka, Gemahlin des Königs Attila her.